# Augy (Yonne)
Augy ist eine französische Gemeinde mit 963 Einwohnern (Stand: 1. Januar 2022) im Département Yonne in der Region Bourgogne-Franche-Comté; sie gehört zum Arrondissement Auxerre und zum Kanton Auxerre-3.

## Geographie
Augy liegt etwa vier Kilometer südöstlich vom Stadtzentrum von Auxerre an der Yonne, die im Westen die Gemeinde begrenzt. Umgeben wird Augy von den Nachbargemeinden Auxerre im Norden und Westen, Quenne im Norden und Osten, Saint-Bris-le-Vineux im Süden und Südosten sowie Champs-sur-Yonne im Südwesten.

## Bevölkerungsentwicklung
| Jahr                       | 1962 | 1968 | 1975 | 1982 | 1990 | 1999 | 2006 | 2018 |
| Einwohner                  | 548  | 842  | 866  | 850  | 952  | 1066 | 1084 | 1034 |
| Quellen: Cassini und INSEE |      |      |      |      |      |      |      |      |

## Sehenswürdigkeiten
- Kirche Saint-Maurice, Anfang des 12. Jahrhunderts erbaut

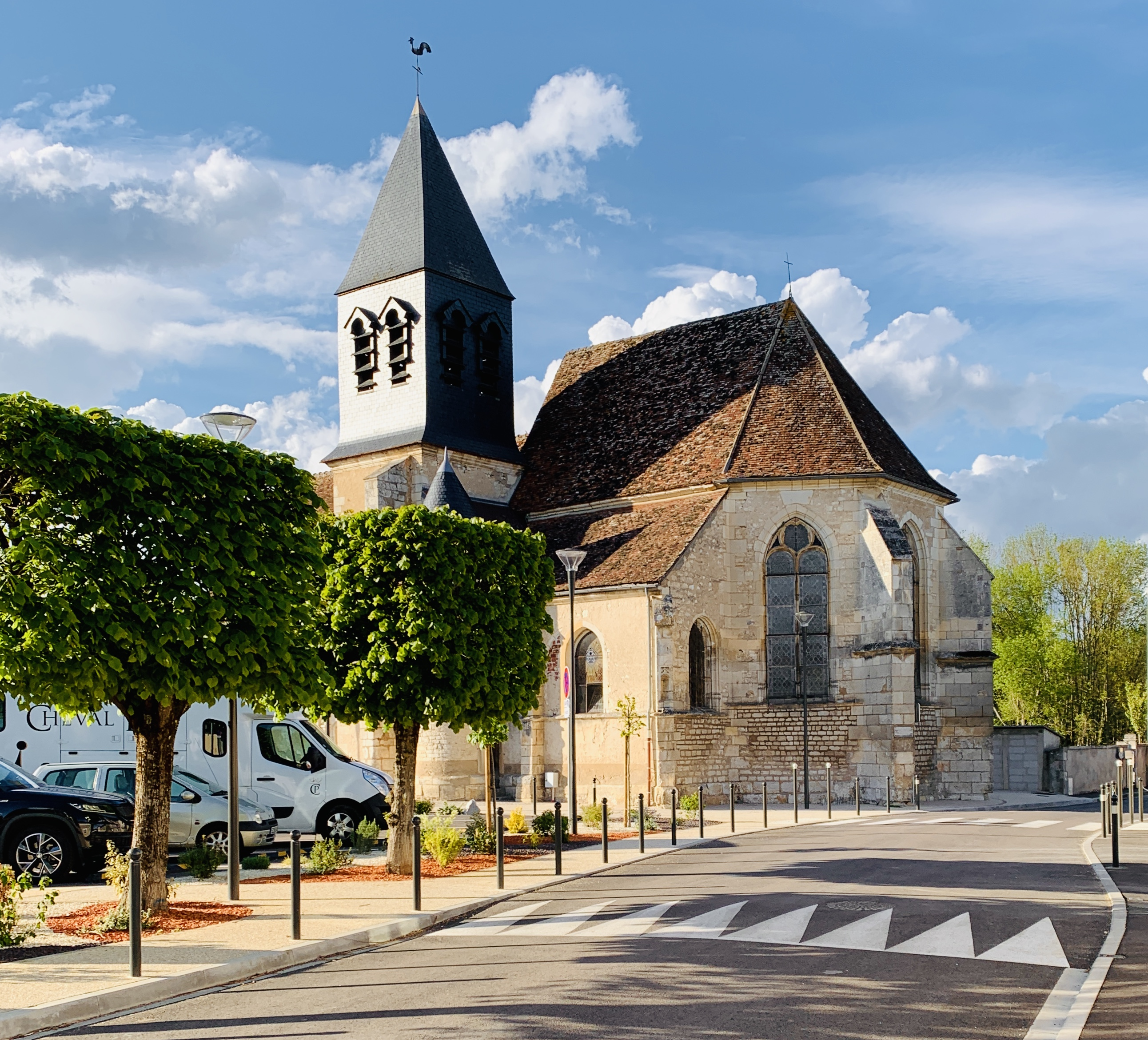
Kirche Saint-Maurice

## Gemeindepartnerschaften
Mit der deutschen Gemeinde Taben-Rodt in Rheinland-Pfalz besteht seit 1982 eine Partnerschaft.